# Barnet Football Club
Il Barnet Football Club è una società calcistica con sede a Londra nel Borgo di High Barnet. Milita nella League Two, la quarta divisione del campionato inglese di calcio. 
Gioca le partite casalinghe allo Hive Stadium.

## Storia
Fondata nel 1888, il 25 aprile 2015 è ritornata in Football League, risalendo dalla Conference. Una leggenda del calcio, Edgar Davids, ha disputato 36 partite mettendo a referto 1 rete nella stagione 2012-2013 con questa squadra.

## Allenatori
- Lester Finch (1945-1951)
- Lester Finch (1951-1954)
- Edmund Crawford (1956-1957)
- Gordon Ferry (1974)
- Barry Fry (1978-1985)
- Don McAllister (1985-1986)
- Barry Fry (1986-1993)
- Ray Clemence (1995-1996)
- Terry Bullivant (1996)
- Alan Mullery (1996-1997)
- Terry Bullivant (1997)
- Tony Cottee (2000-2001)
- Peter Shreeves (2002-2003)
- Martin Allen (2003-2004)
- Danny Maddix (2004) (Interim)
- Mark Stimson (2010-2011)
- Martin Allen (2011)
- Mark Robson (2012)
- Martin Allen (2012)
- Edgar Davids (2012-2014)
- Martin Allen (2014-2016)
- Mark McGhee (2017-2018)
- Martin Allen (2018)
- Peter Beadle (2020)
- Tim Flowers (2020-2021)
- Paul Fairclough (2021)
- Gary Anderson (2021)
- Simon Bassey (2021)
- Harry Kewell (2021)
- Dean Brennan (2022-)

## Rosa 2018-2019
| N. |                         | Ruolo | Calciatore          |
| -- | ----------------------- | ----- | ------------------- |
| 1  | Inghilterra (bandiera)  | P     | Jamie Stephens      |
| 2  | Inghilterra (bandiera)  | D     | Richard Brindley    |
| 3  | Inghilterra (bandiera)  | D     | Elliot Johnson      |
| 4  | Inghilterra (bandiera)  | D     | Charlie Clough      |
| 5  | Portogallo (bandiera)   | D     | Ricardo Santos      |
| 6  | Inghilterra (bandiera)  | D     | Michael Nelson      |
| 7  | Inghilterra (bandiera)  | C     | Ryan Watson         |
| 8  | Inghilterra (bandiera)  | C     | Curtis Weston       |
| 9  | Inghilterra (bandiera)  | A     | John Akinde         |
| 11 | Inghilterra (bandiera)  | A     | Shaquile Coulthirst |
| 12 | Inghilterra (bandiera)  | P     | Jack Taylor         |
| 13 | RD del Congo (bandiera) | D     | David Tutonda       |
| 14 | Nigeria (bandiera)      | A     | Simeon Akinola      |
| 15 | Spagna (bandiera)       | C     | Rubén Bover         |
| 16 | Inghilterra (bandiera)  | D     | Harry Taylor        |
| 17 | Inghilterra (bandiera)  | C     | Nana Kyei           |
| 18 | Inghilterra (bandiera)  | C     | Wesley Fonguck      |
| 19 | Inghilterra (bandiera)  | A     | Fumnaya Shomotun    |
| 20 | Portogallo (bandiera)   | C     | Mauro Vilhete       |

| N. |                        | Ruolo | Calciatore            |
| -- | ---------------------- | ----- | --------------------- |
| 21 | Inghilterra (bandiera) | P     | Craig Ross            |
| 22 | Romania (bandiera)     | C     | Shane Cojocarel       |
| 23 | Inghilterra (bandiera) | C     | Alex Nicholls         |
| 24 | Inghilterra (bandiera) | D     | Andre Blackman        |
| 25 | Francia (bandiera)     | A     | Jean-Louis Akpa-Akpro |
| 26 | Inghilterra (bandiera) | C     | Dan Sweeney           |
| 27 | Inghilterra (bandiera) | A     | Ephron Mason-Clarke   |
| 28 | Inghilterra (bandiera) | D     | Darnell Smith         |
| 30 | Inghilterra (bandiera) | A     | Justin Amaluzor       |
| 31 | Guyana (bandiera)      | P     | Kai McKenzie-Lyle     |
| 32 | Inghilterra (bandiera) | D     | Joe Payne             |
| 33 | Inghilterra (bandiera) | C     | Tobi Coker            |
| 35 | Inghilterra (bandiera) | A     | Malakai Hinckson-Mars |
| 36 | Inghilterra (bandiera) | A     | Dave Tarpey           |
| 39 | Irlanda (bandiera)     | C     | Fuad Sule             |
| 40 | Inghilterra (bandiera) | P     | George Legg           |
| 41 | Inghilterra (bandiera) | A     | Jordan Nicholson      |
| 42 | Croazia (bandiera)     | D     | Tin Plavotic          |

## Rosa 2017-2018
| N. |                         | Ruolo | Calciatore          |
| -- | ----------------------- | ----- | ------------------- |
| 1  | Inghilterra (bandiera)  | P     | Jamie Stephens      |
| 2  | Inghilterra (bandiera)  | D     | Richard Brindley    |
| 3  | Inghilterra (bandiera)  | D     | Elliot Johnson      |
| 4  | Inghilterra (bandiera)  | D     | Charlie Clough      |
| 5  | Portogallo (bandiera)   | D     | Ricardo Santos      |
| 6  | Inghilterra (bandiera)  | D     | Michael Nelson      |
| 7  | Inghilterra (bandiera)  | C     | Ryan Watson         |
| 8  | Inghilterra (bandiera)  | C     | Curtis Weston       |
| 9  | Inghilterra (bandiera)  | A     | John Akinde         |
| 11 | Inghilterra (bandiera)  | A     | Shaquile Coulthirst |
| 12 | Inghilterra (bandiera)  | P     | Jack Taylor         |
| 13 | RD del Congo (bandiera) | D     | David Tutonda       |
| 14 | Nigeria (bandiera)      | A     | Simeon Akinola      |
| 15 | Spagna (bandiera)       | C     | Rubén Bover         |
| 16 | Inghilterra (bandiera)  | D     | Harry Taylor        |
| 17 | Inghilterra (bandiera)  | C     | Nana Kyei           |
| 18 | Inghilterra (bandiera)  | C     | Wesley Fonguck      |
| 19 | Inghilterra (bandiera)  | A     | Fumnaya Shomotun    |
| 20 | Portogallo (bandiera)   | C     | Mauro Vilhete       |

| N. |                        | Ruolo | Calciatore            |
| -- | ---------------------- | ----- | --------------------- |
| 21 | Inghilterra (bandiera) | P     | Craig Ross            |
| 22 | Romania (bandiera)     | C     | Shane Cojocarel       |
| 23 | Inghilterra (bandiera) | C     | Alex Nicholls         |
| 24 | Inghilterra (bandiera) | D     | Andre Blackman        |
| 25 | Francia (bandiera)     | A     | Jean-Louis Akpa-Akpro |
| 26 | Inghilterra (bandiera) | C     | Dan Sweeney           |
| 27 | Inghilterra (bandiera) | A     | Ephron Mason-Clarke   |
| 28 | Inghilterra (bandiera) | D     | Darnell Smith         |
| 30 | Inghilterra (bandiera) | A     | Justin Amaluzor       |
| 31 | Guyana (bandiera)      | P     | Kai McKenzie-Lyle     |
| 32 | Inghilterra (bandiera) | D     | Joe Payne             |
| 33 | Inghilterra (bandiera) | C     | Tobi Coker            |
| 35 | Inghilterra (bandiera) | A     | Malakai Hinckson-Mars |
| 36 | Inghilterra (bandiera) | A     | Dave Tarpey           |
| 39 | Irlanda (bandiera)     | C     | Fuad Sule             |
| 40 | Inghilterra (bandiera) | P     | George Legg           |
| 41 | Inghilterra (bandiera) | A     | Jordan Nicholson      |
| 42 | Croazia (bandiera)     | D     | Tin Plavotic          |

## Rosa 2016-2017
| N. |                        | Ruolo | Calciatore          |
| -- | ---------------------- | ----- | ------------------- |
| 1  | Inghilterra (bandiera) | P     | Jamie Stephens      |
| 2  | Inghilterra (bandiera) | D     | James Pearson       |
| 3  | Inghilterra (bandiera) | D     | Elliot Johnson      |
| 4  | Francia (bandiera)     | D     | Bira Dembélé        |
| 5  | Portogallo (bandiera)  | D     | Ricardo Santos      |
| 6  | Inghilterra (bandiera) | D     | Michael Nelson      |
| 7  | Inghilterra (bandiera) | C     | Ryan Watson         |
| 8  | Inghilterra (bandiera) | C     | Curtis Weston       |
| 9  | Inghilterra (bandiera) | A     | John Akinde         |
| 10 | Inghilterra (bandiera) | A     | Michael Gash        |
| 11 | Spagna (bandiera)      | C     | Rubén Bover         |
| 12 | Inghilterra (bandiera) | P     | Josh Vickers        |
| 13 | Giamaica (bandiera)    | C     | Jamal Campbell-Ryce |
| 14 | Inghilterra (bandiera) | C     | Sam Togwell         |
| 16 | Inghilterra (bandiera) | C     | Harry Taylor        |
| 17 | Inghilterra (bandiera) | C     | Luke Coulson        |

| N. |                          | Ruolo | Calciatore          |
| -- | ------------------------ | ----- | ------------------- |
| 18 | Inghilterra (bandiera)   | C     | Nana Kyei           |
| 20 | Inghilterra (bandiera)   | C     | Tom Champion        |
| 21 | Inghilterra (bandiera)   | A     | Shaun Batt          |
| 24 | Inghilterra (bandiera)   | A     | Sam Akinde          |
| 25 | Inghilterra (bandiera)   | C     | Fumnaya Shomotun    |
| 28 | Inghilterra (bandiera)   | C     | Jack Taylor         |
| 29 | Romania (bandiera)       | A     | Shane Cojocarel     |
| 30 | Inghilterra (bandiera)   | A     | Justin Amaluzor     |
| 31 | Guyana (bandiera)        | P     | Kai McKenzie-Lyle   |
| 32 | Portogallo (bandiera)    | C     | Mauro Vilhete       |
| 34 | Inghilterra (bandiera)   | A     | Ephron Mason-Clarke |
| 39 | Inghilterra (bandiera)   | C     | Dan Sweeney         |
| 40 | RD del Congo (bandiera)  | D     | David Tutonda       |
| 41 | Inghilterra (bandiera)   | D     | Charlie Clough      |
| 43 | Liechtenstein (bandiera) | P     | Benjamin Büchel     |

## Rosa 2015-2016
| N. |                              | Ruolo | Calciatore     |
| -- | ---------------------------- | ----- | -------------- |
| 1  | Irlanda (bandiera)           | P     | Graham Stack   |
| 2  | Trinidad e Tobago (bandiera) | D     | Gavin Hoyte    |
| 3  | Inghilterra (bandiera)       | D     | Elliot Johnson |
| 4  | Francia (bandiera)           | D     | Bira Dembélé   |
| 5  | Inghilterra (bandiera)       | D     | Bondz N'Gala   |
| 6  | Inghilterra (bandiera)       | D     | Michael Nelson |
| 7  | Inghilterra (bandiera)       | C     | Andy Yiadom    |
| 8  | Inghilterra (bandiera)       | C     | Curtis Weston  |
| 9  | Inghilterra (bandiera)       | A     | John Akinde    |
| 11 | Portogallo (bandiera)        | C     | Mauro Vilhete  |
| 12 | Inghilterra (bandiera)       | C     | Luke Gambin    |
| 14 | Inghilterra (bandiera)       | C     | Sam Togwell    |
| 15 | Inghilterra (bandiera)       | A     | Ben Tomlinson  |
| 16 | Inghilterra (bandiera)       | C     | Tom Champion   |

| N. |                         | Ruolo | Calciatore        |
| -- | ----------------------- | ----- | ----------------- |
| 17 | Inghilterra (bandiera)  | D     | Sam Muggleton     |
| 18 | Inghilterra (bandiera)  | A     | Michael Gash      |
| 19 | Inghilterra (bandiera)  | A     | Shaun Batt        |
| 20 | Inghilterra (bandiera)  | C     | Fumnaya Shomotun  |
| 21 | Inghilterra (bandiera)  | P     | Jamie Stephens    |
| 22 | Inghilterra (bandiera)  | A     | Mathew Stevens    |
| 25 | Inghilterra (bandiera)  | D     | Joe Gater         |
| 31 | Guyana (bandiera)       | P     | Kai McKenzie-Lyle |
| 34 | Inghilterra (bandiera)  | C     | Mark Randall      |
| 35 | Inghilterra (bandiera)  | C     | Chris Hackett     |
| 36 | Sierra Leone (bandiera) | D     | Alie Sesay        |
| 37 | Inghilterra (bandiera)  | D     | James Pearson     |
| 40 | Inghilterra (bandiera)  | D     | Harry Taylor      |

## Palmarès

### Competizioni nazionali
- National League: 4

1990-1991, 2004-2005, 2014-2015, 2024-2025
- Southern League: 1

1985-1986
- Athenian League: 7

1930-1931, 1931-1932, 1946-1947, 1947-1948, 1958-1959, 1963-1964, 1964-1965
- FA Amateur Cup: 1

1945-1946
- Conference League Cup: 1

1988-1989

### Competizioni regionali
- London Senior Cup: 3

1937-1938, 1940-1941, 1946-1947
- London Charity Cup: 1

1959-1960
- London League Division Two: 1

1897-1898
- Herts Senior Cup: 19

- Herts Charity Cup: 24

### Altri piazzamenti
- Campionato inglese di quarta divisione:

Terzo posto: 1992-1993
- National League:

Secondo posto: 1986-1987, 1987-1988, 1989-1990
- Athenian League:

Secondo posto: 1912-1913
- Football League Trophy:

Semifinalista: 2011-2012
- FA Trophy:

Finalista: 1971-1972
Semifinalista: 1969-1970, 2022-2023
- FA Amateur Cup:

Finalista: 1947-1948, 1958-1959
- London Senior Cup:

Finalista: 1932-1933, 1962-1963
- Conference League Cup:

Finalista: 1983-1984, 1985-1986